# 219 av. J.-C.
Cette page concerne l'année 219 av. J.-C. du calendrier julien proleptique.

## Événements
- 19-20 mars : Éclipse lunaire observée en Asie mineure[1].
- 7 avril (15 mars du calendrier romain) : début à Rome du consulat de Lucius Aemilius Paullus (ou Paulus) et Marcus Livius Salinator⋅[2].
  - Installation du premier chirurgien grec à Rome, Archagathus[3].
  - Livraison de blé lagide à Rome en période de pénurie[4].
- Printemps : 
  - Deuxième guerre d'Illyrie : siège et prise de Dimale (en) et de Pharos en Illyrie par le consul Paul Émile sur Démétrios de Pharos, qui en été s’enfuit auprès de Philippe V de Macédoine⋅[2].
  - Le général carthaginois Hannibal assiège Saguntum (Sagonte) en Espagne, reliée à Rome par une alliance bien qu'elle se trouve largement dans la zone reconnue sous contrôle carthaginois par le traité signé entre Rome et Carthage[5]. Cause de la deuxième guerre punique.
  - Antiochos III s'empare de Séleucie de Piérie sur l'Oronte, puis marche sur la Coelésyrie où il prend Tyr et Ptolémaïs, provoquant la quatrième guerre de Syrie[6] (219/217 av. J.-C.).
- Automne : 
  - Achaios Ier complote avec l’Égypte contre son cousin Antiochos III[6].
  - Guerre des Alliés : pillage du sanctuaire de Dodone en Épire par les Étoliens conduits par le stratège Dorimaque[7].
- Novembre : prise de Sagonte par Hannibal[2].
- Hiver : seconde ambassade romaine à Carthage, pour demander au Sénat de désavouer la prise de Saguntum et de livrer Hannibal[2].

- Restauration de la monarchie à Sparte. Lycurgue est élu roi bien qu'il ne soit pas de sang royal (selon Polybe, il aurait soudoyé les éphores). Dès 219, il fait campagne contre Argos et récupère la Kynourie (Thyréatide)[8]. Lycurgue règne conjointement avec Agésipolis III, encore un enfant, qu'il exile en 215 av. J.-C.)[9].

## Naissances
- Carnéade, philosophe de la Nouvelle Académie, à Cyrène (date approximative).

## Décès
- Cléomène III.